# Armigeres omissus
Armigeres omissus är en tvåvingeart som först beskrevs av Edwards 1914.  Armigeres omissus ingår i släktet Armigeres och familjen stickmyggor. Inga underarter finns listade i Catalogue of Life.